# Liste der Baudenkmäler in Rodeneck
Die Liste der Baudenkmäler in Rodeneck (italienisch Rodengo) enthält die 25 als Baudenkmäler ausgewiesenen Objekte auf dem Gebiet der Gemeinde Rodeneck in Südtirol.
Basis ist das im Internet einsehbare offizielle Verzeichnis der Baudenkmäler in Südtirol. Dabei kann es sich beispielsweise um Sakralbauten, Wohnhäuser, Bauernhöfe und Adelsansitze handeln. Die Reihenfolge in dieser Liste orientiert sich an der Bezeichnung, alternativ ist sie auch nach der Adresse oder dem Datum der Unterschutzstellung sortierbar.

## Liste
| Foto |                 | Bezeichnung                                                                                                | Standort                                | Eintragung                  | Beschreibung | Metadaten                                              |
| ---- | --------------- | --- | --------------------------------------- | --------------------------- | --- | ------------------------------------------------------ |
| ja   | Datei hochladen | Baumannstöckl ID: 16855                                                                                    | 46° 47′ 35″ N, 11° 40′ 35″ O            | 7. Okt. 1985 (BLR-LAB 5041) | Bildstock | KG: Rodeneck Bauparzelle: 635/2                        |
| ja   | Datei hochladen | Bildstock bei der Pfarrkirche ID: 16835                                                                    | 46° 46′ 37″ N, 11° 41′ 25″ O            | 7. Okt. 1985 (BLR-LAB 5041) | Bildstock | KG: Rodeneck Bauparzelle: 32                           |
| ja   | Datei hochladen | Bildstock beim Mair zu Vill ID: 16833                                                                      | 46° 46′ 43″ N, 11° 41′ 30″ O            | 10. Nov. 1950 (MD)          | Bildstock | KG: Rodeneck Bauparzelle: 19                           |
| ja   | Datei hochladen | Bildstock im Pfarrgarten ID: 16854                                                                         | 46° 46′ 42″ N, 11° 41′ 25″ O            | 7. Okt. 1985 (BLR-LAB 5041) | Bildstock | KG: Rodeneck Grundparzelle: 172                        |
| ja   | Datei hochladen | Haiden ID: 16836                                                                                           | 46° 46′ 39″ N, 11° 40′ 58″ O            | 7. Okt. 1985 (BLR-LAB 5041) | Ländliches Wohnhaus/Bauernhof | KG: Rodeneck Bauparzelle: 36                           |
| BW   | Datei hochladen | Herzleier ID: 16849                                                                                        | Nauders 98 46° 47′ 24″ N, 11° 41′ 57″ O | 7. Okt. 1985 (BLR-LAB 5041) | Ausgedehnte Hofanlage. Stube mit Felderdecke, Fassadenflacherker. Kornspeicher: Untergeschoss in Holzblockbau, Obergeschoss in Bundwerk mit Verbretterung und offenem Giebel. Backofen mit gemauertem Vorgewölbe, darüber Bundwerkgiebel und Satteldach. | KG: Rodeneck Bauparzelle: 122                          |
| BW   | Datei hochladen | Hospe mit Florianskapelle und Backofen ID: 16850                                                           | 46° 47′ 5″ N, 11° 42′ 1″ O              | 7. Okt. 1985 (BLR-LAB 5041) | Ländliches Wohnhaus/Bauernhof | KG: Rodeneck Bauparzelle: 132, 444                     |
| BW   | Datei hochladen | Huber am Fröllerberg ID: 16853                                                                             | 46° 47′ 12″ N, 11° 42′ 59″ O            | 7. Okt. 1985 (BLR-LAB 5041) | Ländliches Wohnhaus/Bauernhof | KG: Rodeneck Bauparzelle: 190                          |
| ja   | Datei hochladen | Kapelle beim Planatscher ID: 16837                                                                         | 46° 46′ 54″ N, 11° 40′ 44″ O            | 7. Okt. 1985 (BLR-LAB 5041) | Kapelle | KG: Rodeneck Bauparzelle: 37                           |
| ja   | Datei hochladen | Korburg ID: 16840                                                                                          | 46° 48′ 0″ N, 11° 40′ 36″ O             | 7. Okt. 1985 (BLR-LAB 5041) | Ansitz | KG: Rodeneck Bauparzelle: 52, 53/1, 53/2               |
| BW   | Datei hochladen | Kranter ID: 16847                                                                                          | 46° 47′ 52″ N, 11° 41′ 54″ O            | 7. Okt. 1985 (BLR-LAB 5041) | Ländliches Wohnhaus/Bauernhof | KG: Rodeneck Bauparzelle: 98                           |
| BW   | Datei hochladen | Liener mit Backofen ID: 16839                                                                              | 46° 47′ 9″ N, 11° 40′ 22″ O             | 7. Okt. 1985 (BLR-LAB 5041) | Ländliches Wohnhaus/Bauernhof | KG: Rodeneck Bauparzelle: 48, 49                       |
| ja   | Datei hochladen | Obergopperat ID: 16846                                                                                     | 46° 47′ 18″ N, 11° 41′ 28″ O            | 7. Okt. 1985 (BLR-LAB 5041) | Ländliches Wohnhaus/Bauernhof | KG: Rodeneck Bauparzelle: 85                           |
| BW   | Datei hochladen | Oberhauser am Fröllerberg ID: 16902                                                                        | 46° 47′ 19″ N, 11° 43′ 4″ O             | 7. Okt. 1985 (BLR-LAB 5041) | Ländliches Wohnhaus/Bauernhof | KG: Rodeneck Bauparzelle: 194                          |
| ja   | Datei hochladen | Ortner ID: 16843                                                                                           | 46° 47′ 11″ N, 11° 41′ 17″ O            | 7. Okt. 1985 (BLR-LAB 5041) | Ländliches Wohnhaus/Bauernhof | KG: Rodeneck Bauparzelle: 71/1 Grundparzelle: 793/1    |
| ja   | Datei hochladen | Pfarrkirche Maria Himmelfahrt mit Friedhofskapelle, Friedhof und Wolkenstein'scher Familiengruft ID: 16832 | 46° 46′ 29″ N, 11° 41′ 21″ O            | 7. Okt. 1985 (BLR-LAB 5041) | Kirche | KG: Rodeneck Bauparzelle: 226, 4, 5 Grundparzelle: 145 |
| ja   | Datei hochladen | Pfarrwidum in Vill mit St.-Blasius-Kapelle ID: 16834                                                       | 46° 46′ 42″ N, 11° 41′ 24″ O            | 7. Okt. 1985 (BLR-LAB 5041) | Widum/Kanonikerhaus | KG: Rodeneck Bauparzelle: 27/1, 28                     |
| BW   | Datei hochladen | Putzerkapelle ID: 16852                                                                                    | 46° 47′ 8″ N, 11° 42′ 42″ O             | 7. Okt. 1985 (BLR-LAB 5041) | Kapelle | KG: Rodeneck Bauparzelle: 186                          |
| ja   | Datei hochladen | Rodenegg ID: 16829                                                                                         | 46° 46′ 23″ N, 11° 41′ 13″ O            | 7. Okt. 1985 (BLR-LAB 5041) | Burg/Schloss | KG: Rodeneck Bauparzelle: 1, 2 Grundparzelle: 1, 2     |
| BW   | Datei hochladen | Scheiberkapelle ID: 16848                                                                                  | 46° 47′ 28″ N, 11° 42′ 20″ O            | 7. Okt. 1985 (BLR-LAB 5041) | Kapelle | KG: Rodeneck Bauparzelle: 119                          |
| ja   | Datei hochladen | St. Benedikt in Nauders ID: 16845                                                                          | 46° 47′ 16″ N, 11° 41′ 28″ O            | 7. Okt. 1985 (BLR-LAB 5041) | Kirche | KG: Rodeneck Bauparzelle: 84                           |
| ja   | Datei hochladen | St. Ignatius in Bachgart ID: 16841                                                                         | 46° 48′ 10″ N, 11° 41′ 4″ O             | 18. Mai 1951 (MD)           | Kirche | KG: Rodeneck Bauparzelle: 56                           |
| ja   | Datei hochladen | St. Paul ID: 16838                                                                                         | 46° 47′ 9″ N, 11° 40′ 41″ O             | 7. Okt. 1985 (BLR-LAB 5041) | Kirche | KG: Rodeneck Bauparzelle: 44                           |
| ja   | Datei hochladen | Unterhuber ID: 16844                                                                                       | 46° 47′ 13″ N, 11° 41′ 20″ O            | 7. Okt. 1985 (BLR-LAB 5041) | Ländliches Wohnhaus/Bauernhof | KG: Rodeneck Bauparzelle: 74                           |
| ja   | Datei hochladen | Widner ID: 16842                                                                                           | 46° 47′ 15″ N, 11° 40′ 40″ O            | 7. Okt. 1985 (BLR-LAB 5041) | Ländliches Wohnhaus/Bauernhof | KG: Rodeneck Bauparzelle: 64                           |

Falls bei einem Baudenkmal keine Koordinaten bekannt sind, werden ersatzweise die Katasterdaten zum Zeitpunkt der Unterschutzstellung angegeben. Diese sind weder offiziell noch zwingend aktuell.
Die vom Landesdenkmalamt übernommenen Adressen können veraltet sein.
| Foto:   | Fotografie des Denkmals. Klicken des Fotos erzeugt eine vergrößerte Ansicht. Daneben finden sich zwei Symbole: |
| ID      | Identifikator beim Südtiroler Landesdenkmalamt                                                                 |
| KG      | Katastralgemeinde                                                                                              |
| MD      | Ministerialdekret                                                                                              |
| BLR-LAB | Beschluss der Landesregierung – Landesausschussbeschluss                                                       |